# OG-7V
La sigla OG-7V, dal russo "Oskolochnaya Granata 7V", va ad indicare una munizione a razzo utilizzata dal lanciarazzi RPG-7 il cui uso è prevalentemente antiuomo (e non utilizzata, quindi, in funzione anticarro contro corazzati o veicoli).

## Caratteristiche tecniche
L'OG-7V è una granata a frammentazione pesante 2 kg. Il diametro del proiettile è di 40 mm mentre il peso del contenuto esplosivo è di 210 g. La portata effettiva del razzo è di 350 m.

## Sviluppo
L'OG-7V è stato progettato dalla SRPE Bazalt (azienda produttrice di armi da fuoco russa) che provvede anche alla sua produzione dal 1999. Il suo sviluppo permette un significativo ruolo di arma antiuomo al lanciarazzi RPG-7 solitamente utilizzato in funzione di arma anticarro.